# Christian Ranucci
Christian Ranucci (* 6. April 1954 in Avignon; † 28. Juli 1976 in Marseille) war die drittletzte Person, die in Frankreich sowie in ganz Westeuropa hingerichtet wurde. Erhebliche Zweifel an seiner Schuld halten den Fall bis heute im öffentlichen Interesse.

## Mordfall und Ermittlungen
Am 3. Juni 1974 um 10:50 Uhr wurde in Marseille die achtjährige Marie-Dolorès Rambla entführt. Ein Mann hatte sie unter dem Vorwand, er suche seinen entlaufenen Hund, in sein Auto gelockt. Um 12:15 Uhr beging in der Nähe von Marseille der bisher unbescholtene 20-jährige Handelsvertreter Christian Ranucci mit seinem Peugeot 304 Coupé nach einem Unfall mit Blechschaden Fahrerflucht. Ein Ehepaar, Zeugen des Unfalls, verfolgte ihn. Sie sahen gemäß ihrer am folgenden Tag bei der Polizei gemachten Aussage, wie der Fahrer des Wagens in der Nähe eines Champignonzuchtbetriebs anhielt, aus dem Wagen ausstieg und „ein ziemlich großes Paket“ („un paquet assez volumineux“) aus dem Fahrzeug holte. Am Nachmittag des Tattages hielt sich Ranucci offenbar mehrere Stunden lang auf dem Gelände des Zuchtbetriebs auf, wo er angeblich picknicken wollte. Angestellte konnten ihn und sein Fahrzeug eindeutig identifizieren. Am Nachmittag des 5. Juni fand die Polizei das Mädchen in der Nähe dieses Champignonzuchtbetriebs mit 15 Messerstichen erstochen auf. Es gab keine Hinweise auf ein Sexualdelikt. Weniger als eine Stunde später wurde Christian Ranucci in Nizza, wo er bei seiner Mutter wohnte, als Verdächtiger festgenommen.
Nach 15-stündigem pausenlosem Verhör, das die ganze Nacht über andauerte, legte er am 6. Juni bei der Kriminalpolizei zunächst ein Geständnis ab, das er vor dem Ermittlungsrichter wiederholte. Dabei gab er auch einen exakten Ort an, wo er die Mordwaffe, ein Messer, unter einer dünnen Schicht von Erdboden verborgen habe. Nach knapp zweistündiger Suche mit Metalldetektoren fand die Polizei nicht exakt dort, aber in der Nähe des genannten Ortes unter einem großen Misthaufen ein Messer, zusammen mit einer Bratpfanne und einigen leeren Konservenbüchsen. Am 7. Juni gab Ranucci zu, dass dieses Messer sein Eigentum sei und er damit den Mord begangen habe – obgleich der tatsächliche Fundort des Messers von der ursprünglich gemachten Aussage abwich. Die Kriminalpolizei versäumte es in der Folge, zu untersuchen, ob dieses Messer tatsächlich als Tatwerkzeug in Frage kommen könnte.
Später widerrief Ranucci sein Geständnis und behauptete, es sei durch den Druck der Polizeibeamten und durch seine Erschöpfung nach stundenlanger Vernehmung zustande gekommen. Bezüglich des Tattages könne er sich an nichts erinnern.
Am 6. Juni konnte das Ehepaar, das die Aussage über die Unfallflucht gemacht hatte, Ranucci bei einer Gegenüberstellung mit mehreren Männern nicht identifizieren. Erst als er ihnen allein vorgestellt wurde, gaben sie an, ihn zu erkennen. An diesem Tag änderten sie ihre ursprüngliche Aussage auch erheblich ab: Anstelle des „großen Paketes“ war es nun angeblich ein mit zarter Stimme sprechendes Kind, mit dem Ranucci aus dem Wagen ausgestiegen und in den Wald gegangen sei. Auch später behaupteten sie, nie etwas anderes gesagt zu haben, obwohl die ursprüngliche Aussage („un paquet assez volumineux“) am 4. Juni nachweislich bei der Polizei zu schriftlichem Protokoll gegeben worden war. Das Kind sei, so das Ehepaar, auf der Beifahrerseite ausgestiegen. Das war jedoch nicht möglich, da Ranuccis Beifahrertür durch den Unfall so beschädigt war, dass sie nicht geöffnet werden konnte.
In Ranuccis Auto fand man eine blutverschmierte Hose. Er gab an, es sei sein eigenes Blut, das von einem Motorradunfall einige Tage zuvor herrühre. Das Blut könnte allerdings auch von Marie-Dolorès Rambla gestammt haben, da er und das Mädchen dieselbe Blutgruppe hatten. Die Möglichkeit einer DNA-Analyse bestand zur damaligen Zeit noch nicht.

## Prozess und Hinrichtung
Am 9. März 1976 begann der Prozess gegen Christian Ranucci vor dem Geschworenengericht des Départements Bouches-du-Rhône in Aix-en-Provence. Bereits einen Tag später, am 10. März, wurde Ranucci der Entführung und des Mordes für schuldig befunden und zum Tode verurteilt. Sein Antrag auf Revision wurde am 17. Juli 1976 vom Kassationsgerichtshof in Paris abgewiesen. Noch am selben Tag stellte er ein Gnadengesuch an Staatspräsident Valéry Giscard d’Estaing. Während eines Besuches seiner Anwälte beim Staatspräsidenten am 27. Juli erklärte dieser, dass das Gnadengesuch abgelehnt sei. Der Präsident folgte dem Gericht und hielt Ranucci zweifelsfrei für überführt. Bereits etwa zwölf Stunden später, am 28. Juli 1976 um 4:13 Uhr morgens, wurde Christian Ranucci im Gefängnis Les Baumettes in Marseille von Scharfrichter André Obrecht mit der Guillotine enthauptet. Nach Aussagen seiner Strafverteidiger, die als Zeugen bei der Hinrichtung zugegen waren, waren Ranuccis letzte Worte, an die Anwälte gerichtet: „Réhabilitez-moi“ („Rehabilitieren Sie mich!“). Nach einem anderen Augenzeugen dagegen soll Ranucci nach der Aufforderung des anwesenden Geistlichen, sein letztes Wort zu sprechen, überhaupt nichts gesagt haben.
Nach Ranucci wurden in Frankreich nur noch zwei Personen hingerichtet, Jérôme Carrein im Juni 1977 und Hamida Djandoubi im September 1977. Die Todesstrafe wurde in Frankreich im Oktober 1981 auf Initiative des neuen Präsidenten François Mitterrand abgeschafft.

## Zweifel an Ranuccis Schuld
Die Untersuchung des Falles Marie-Dolorès Rambla wird von einigen Autoren (darunter Perrault, Le Forsonney, Osswald; siehe Literaturliste) als nach heutigen kriminalistischen Grundsätzen mangelhaft betrachtet.
Das Gericht stützte sich bei seinem Schuldspruch unter anderem auf die Zeugenaussage des Ehepaares, auf Ranuccis später widerrufenes Geständnis und auf das aufgefundene Messer. Dazu kam als weiteres Indiz die in seinem Wagen gefundene blutverschmierte Hose. Alle diese Indizien sind jedoch, wie oben bereits ausgeführt, mit Problemen behaftet.
Dazu kommen noch weitere Ungereimtheiten: Die Entführung von Marie-Dolorès Rambla wurde von zwei Augenzeugen beobachtet. Der sechsjährige Bruder des Opfers erklärte später, dass Christian Ranucci nicht der Entführer gewesen sei. Das Auto des Täters beschrieb er als einen grauen „Simca Chrysler“. Der zweite Zeuge, ein Kfz-Mechaniker, konnte das Fahrzeug eindeutig als grauen Simca 1100 identifizieren. Den Fahrer beschrieb er als etwa 30-jährig und wesentlich größer und von deutlich kräftigerer Statur als Ranucci. Am 31. Mai und am 1. Juni 1974 hatten vier andere Zeugen unabhängig voneinander gesehen, wie der Fahrer eines grauen Simca 1100, bekleidet mit einem roten Pullover, in Marseille mehrere Kinder angesprochen hatte. Sie erklärten einhellig, dass es sich dabei nicht um Ranucci gehandelt habe. Darüber hinaus war der Mann noch von einer fünften Zeugin beim Ansprechen von Kindern gesehen worden, und zwar zu einem Zeitpunkt, als Ranucci bereits in Untersuchungshaft gesessen hatte. Diese Aussage wurde jedoch erst nach dem Prozess gemacht. Christian Ranucci besaß außerdem keinen grauen Simca 1100, sondern einen grauen Peugeot 304 Coupé. Beide Fahrzeuge ähneln sich bis zu einem gewissen Grad in der Form. Skeptiker wenden ein, dass die Eheleute, die als Hauptbelastungszeugen auftraten, möglicherweise nicht Ranuccis Wagen, sondern einen anderen beobachtet haben könnten – nicht zuletzt wegen der bereits erwähnten Tatsache, dass die Beifahrertür von Ranuccis Peugeot nachweislich nicht zu öffnen war.
Auf dem Gelände des Champignonzuchtbetriebs, wo Ranucci sich am Nachmittag des 3. Juni 1974 aufgehalten hatte, fanden Polizeibeamte am 5. Juni einen roten Herrenpullover, der mit der Witterung von Marie-Dolorès Rambla behaftet war. Ein Polizeihund führte die Polizeibeamten zu der in der Nähe des Betriebs liegenden Leiche. Der Pullover war dem eher kleinen und schmächtigen Ranucci allerdings viel zu groß und seine Mutter bestätigte, dass er niemals einen roten Pullover besessen hatte. Das Kleidungsstück könnte eher zu der Statur des von den Zeugen beschriebenen, mit einem roten Pullover bekleideten angeblichen Simca-Fahrers gepasst haben. Dennoch hielt das Gericht es für erwiesen, dass der Pullover Ranucci gehört habe.
Kurz vor Prozessbeginn am 9. März 1976 hatte ein anderer Fall von Entführung und Ermordung eines Kindes die französische Öffentlichkeit in Wallung gebracht. Eine Mehrheit der Franzosen forderte vehement die Todesstrafe für derartige Täter. Nach Ansicht von Gilles Perrault und anderen Autoren könnte der in diesen Tagen überkochende „Volkszorn“ auf das Geschworenengericht in Aix-en-Provence übergegriffen haben, so dass bereits am zweiten Prozesstag trotz der Ungereimtheiten des Beweismaterials das Todesurteil erfolgte. Der erwähnte andere Fall ging ebenfalls in die französische Justizgeschichte ein, und zwar mit umgekehrtem Vorzeichen: Der eindeutig schuldige Täter Patrick Henry wurde im Januar 1977 aufgrund des Plädoyers seines Verteidigers, des prominenten Rechtsanwalts und Todesstrafengegners Robert Badinter, entgegen den Erwartungen der Öffentlichkeit nicht zum Tod, sondern zu einer lebenslangen Freiheitsstrafe verurteilt.
Zusammenfassend gibt es einerseits einige Indizien, die für Ranucci als Täter sprechen. Dazu gehören die Tatsachen, dass er sowohl für den Zeitpunkt der Entführung als auch für den mutmaßlichen Tötungszeitpunkt kein Alibi vorweisen konnte und er sich am Tattag mehrere Stunden lang in unmittelbarer Nähe des Leichenfundorts aufgehalten hatte. Auch machte er sich durch eigenartige Verhaltensweisen (wiederholtes Geständnis, angebliches Erkennen des Tatmessers, später die vage Aussage, sich an nichts erinnern zu können) selbst verdächtig. Andererseits lassen die zahlreichen Ungereimtheiten auch erhebliche Zweifel an der Nachweisbarkeit von Ranuccis Täterschaft aufkommen. Nach den zur Verfügung stehenden Fakten bleibt es ungeklärt, ob das Urteil den wirklichen Täter getroffen hat oder ob durch eine Verkettung zahlreicher unglücklicher Umstände ein Unschuldiger hingerichtet wurde.

## Medienrezeption des Falls
Über den Fall Ranucci erschienen mehr als zehn Bücher, seine Mutter Héloïse Mathon gab ihren Briefwechsel mit ihrem inhaftierten Sohn heraus. Zum 30. Jahrestag der Hinrichtung veröffentlichte sein Rechtsanwalt Jean-François Le Forsonney eine Monografie über die Nachwirkungen des Falls. Während Gilles Perrault und Karin Osswald die Meinung vertreten, dass Ranucci nach dem vorliegenden Beweismaterial nicht hätte verurteilt werden dürfen, verteidigen Mathieu Fratacci, einer der an den Ermittlungen beteiligten Polizeibeamten, und Gérard Bouladou, pensionierter hoher Kriminalbeamter, das Urteil. In seinem 2008 erschienenen Buch Le cirque rouge sieht Pierre Rambla, der Vater des ermordeten Mädchens, die Zweifel an Ranuccis Schuld als Kampagne sozialistischer Todesstrafengegner.
Die Handlungen zweier Filme, eines Spielfilms von 1979 (nach dem Buch von Perrault) und eines Fernsehfilms von 2006, beruhen auf dem Fall Ranucci.
Anfang 2006 hatten Journalisten behauptet, dass der spätere Serienmörder Michel Fourniret als Zuschauer beim Prozess gegen Ranucci im März 1976 anwesend gewesen sein soll. Medienberichte darüber erregten Aufsehen in der französischen Öffentlichkeit und brachten Spekulationen über eine mögliche Täterschaft oder Tatbeteiligung Fournirets hervor. Allerdings konnte nicht zweifelsfrei bewiesen werden, dass es sich bei dem Prozessbeobachter tatsächlich um Fourniret gehandelt hatte.
Vier Politologiestudenten gründeten 2002 die Aktion Affaire Ranucci: Pourquoi réviser? mit dem Ziel, Christian Ranucci postum ein faires Wiederaufnahmeverfahren zu ermöglichen.

## Filme
- Der rote Pullover (Originaltitel: Le Pull-over rouge), Spielfilm Frankreich 1979, Regie: Michel Drach, nach dem gleichnamigen Buch von Gilles Perrault. Fernseherstausstrahlung in deutscher Fassung vom 1. April 1983 Fernsehen der DDR, 1. Oktober 1984 ZDF
- Die Wahrheit kennt nur der Tod (Originaltitel: L'Affaire Christian Ranucci: Le combat d'une mère), Fernsehfilm Belgien/Frankreich 2006, Regie: Denys Granier-Deferre. Fernseherstausstrahlung 24. Januar 2007 RTL TVI (Belgien/Luxemburg), 29. Januar 2007 TF1 (Frankreich), Erstausstrahlung in deutscher Fassung vom 14. Oktober 2008 Bayerisches Fernsehen